# Stob Choire Claurigh
Der Stob Choire Claurigh (auf Gälisch Stob Choire Clamhraidh, was in etwa Spitze des lärmenden Kars bedeutet) ist ein als Munro und Marilyn eingestufter Berg in Schottland. Er liegt an der Westküste auf der zur Council Area Highland östlich von Fort William in der Bergkette der Grey Corries. Diese schließt sich östlich an die nach dem Ben Nevis, dem höchsten Berg Großbritanniens, benannte Nevis Range an. 

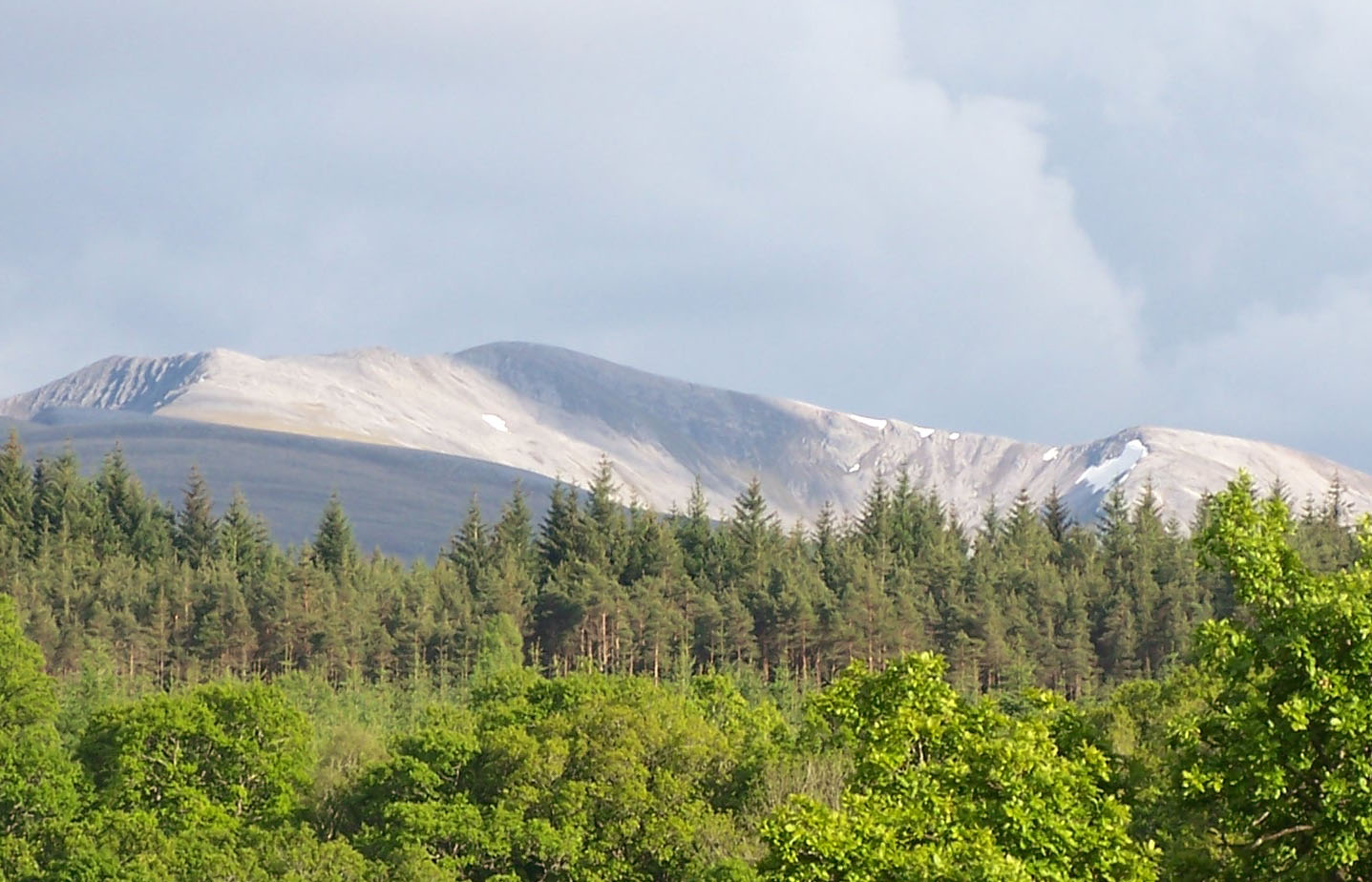
Blick auf die Grey Corries von Norden, in der Mitte der Stob Choire Claurigh

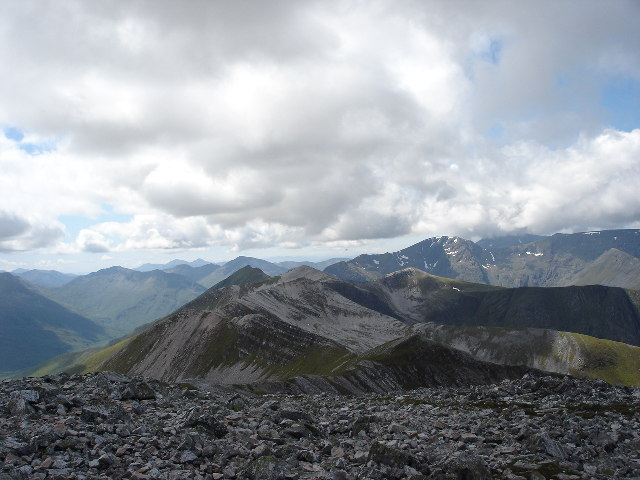
Blick vom Gipfel nach Westen in Richtung Ben Nevis (dessen Gipfel liegt in den Wolken)

## Beschreibung
Mit seinen 1177 Metern Höhe ist der Stob Choire Claurigh der höchste Berg der Grey Corries und liegt in der Liste der höchsten schottischen Berge auf Platz 15. Die Grey Corries sind eine komplexe, überwiegend aus hellen Quarziten bestehende Bergkette mit insgesamt vier Munros sowie weiteren, als Top eingestuften Gipfeln. Der Stob Choire Claurigh liegt im östlichen Teil der Bergkette, die durch das Tal Lairig Leacach und den gleichnamigen niedrigen Pass von der östlich benachbarten Bergkette am Westufer von Loch Treig getrennt wird. Der breite Gipfel des Stob Choire Claurigh stellt den höchsten Punkt im etwa von Südwesten nach Nordosten verlaufenden Hauptgrat der Grey Corries dar. Von seinem Gipfel gehen mehrere Grate ab, die teils in Vorgipfeln enden, teils Übergänge zu Nachbargipfeln herstellen. Der weiter nach Nordosten verlaufende Hauptgrat endet im 1123 Meter hohen Vorgipfel des Stob Coire na Ceannain. Etwas nordöstlich des Hauptgipfels zweigt der gut 1,5 Kilometer lange Nordgrat ab, der im 958 Meter hohen Stob Coire Gaibhre endet und dann sanft in Richtung Spean Bridge und Great Glen abfällt. Nach Südosten folgen auf dem Hauptgrat der 1105 Meter hohe Stob a’ Choire Lèith und der 1079 Meter hohe Stob Coire Cath na Sìne, über die der Übergang zum südwestlich benachbarten, 1116 Meter hohen und als Munro eingestuften Stob Coire an Laoigh möglich ist. Nach Südosten stellt ein kurzer Grat, der sich bis auf einen etwa 800 Meter hohen Bealach absenkt, den Übergang zum 977 Meter hohen Stob Bàn dar, einem etwas abseits der Hauptkette im Südosten der Grey Corries liegenden Munro. Südost- und Nordostgrat umfassen das weite und tief eingeschnittene Kar Coire Claurigh. Insbesondere im höheren Teil des Kars fallen die Wände des Stob Choire Claurigh steil und felsig ab, auch nach Norden, Nordwesten und Osten weist der Berg unterhalb des Gipfelbereichs teils steile Felswände auf.

## Aufstieg
Zustiegsmöglichkeiten bestehen über alle drei Grate des Gipfels. Viele Munro-Bagger besteigen die drei entlang der Hauptkette der Grey Corries liegenden Munros im Rahmen einer langen Tagestour. Ausgangspunkt ist die Farm Coirechoille bei Spean Bridge. Von dort führt der Anstieg sanft ansteigend auf den nördlichen Vorgipfel Stob Coire Gaibhre, von dort über den langen Nordgrat und dann über den Hauptgrat zum Gipfel. Von dort ist der Übergang nach Südwesten zu den weiteren Gipfeln möglich. Über den Nordgrat des benachbarten Stob Coire an Laoigh ist der Abstieg zurück in Richtung Spean Bridge möglich. Die Tour kann auch in der Gegenrichtung begangen werden. Ein weiterer Anstieg ist über das Coire Claurigh und den Sattel zwischen Stob Bàn und Stob Choire Claurigh möglich, erfordert aber einen längeren Anmarsch.  